# A Holland Antillák az 1992. évi téli olimpiai játékokon
A Holland Antillák a franciaországi Albertville-ben megrendezett 1992. évi téli olimpiai játékok egyik részt vevő nemzete volt. Az országot az olimpián 1 sportágban 2 sportoló képviselte, akik érmet nem szereztek.

## Bob
| Versenyző                              | Versenyszám | 1. futam | 1. futam | 2. futam | 2. futam | 3. futam | 3. futam | 4. futam | 4. futam | Összesítés | Összesítés |
| Versenyző                              | Versenyszám | Idő      | Hely.    | Idő      | Hely.    | Idő      | Hely.    | Idő      | Hely.    | Idő        | Helyezés   |
| -------------------------------------- | ----------- | -------- | -------- | -------- | -------- | -------- | -------- | -------- | -------- | ---------- | ---------- |
| Bart Carpentier Alting Dudley den Dulk | Kettes      | 1:02,97  | 38.      | 1:03,26  | 36.      | 1:03,40  | 37.      | 1:03,46  | 39.*     | 4:13,09    | 37.        |

* - egy másik csapattal azonos eredményt ért el